# Ypsolopha indecorella
Ypsolopha indecorella là một loài bướm đêm thuộc họ Ypsolophidae. Nó được tìm thấy ở Pháp.
Sải cánh dài khoảng 21 mm.